# Estratégia (xadrez)
Estratégia no jogo de xadrez é um planejamento de longo prazo que visa criar uma ou mais das seguintes vantagens numa partida:
- Superioridade em material
- Superioridade na mobilidade das peças
- Superioridade na estrutura de peões
- Superioridade espacial
- Segurança na posição do Rei

Ao contrário do que se imagina, a estratégia não exige uma análise profunda das jogadas seguintes, mas sim na conquista e manutenção lenta de uma pequena vantagem, como por exemplo a captura de um peão dobrado.

## Conceitos básicos de avaliação

### Valor das peças
A vantagem material se aplica tanto em estratégia quanto em tática. Geralmente mais peças ou um agregado de peças mais poderosas significa maiores chances de ganhar. A regra estratégica e tática fundamental é capturar peças do adversário, e ao mesmo tempo preservar as suas próprias.
Bispos e cavalos são chamados "peças menores". O cavalo é quase tão valioso como um bispo, mas menos valioso do que uma torre. Torres e damas são chamados "peças maiores". Bispos são geralmente considerados ligeiramente melhores do que cavalos em posições abertas, como ao final do jogo, quando muitas das peças já tenham sido capturadas, enquanto cavalos têm uma vantagem em posições fechadas. Ter dois bispos é uma arma poderosa, especialmente se o oponente não tem um ou dois dos seus bispos.
Três peões são mais susceptíveis de ser úteis do que um cavalo no final do jogo, mas no meio do jogo um cavalo é muitas vezes mais poderoso. Duas peças menores são mais fortes do que uma única torre, e duas torres são ligeiramente mais fortes do que uma dama.
Um sistema de valores das peças comumente utilizado é o seguinte:
| Peça   | Valor |
| ------ | ----- |
| Peão   | 1     |
| Bispo  | 3     |
| Cavalo | 3     |
| Torre  | 5     |
| Dama   | 9     |
| Rei    | 0     |
De acordo com um sistema como este, dando-se um cavalo ou bispo a fim de ganhar uma torre ("ganhar a qualidade") é vantajosa e representa o equivalente a cerca de dois peões de vantagem. Isto, naturalmente ignora complicações tais como a posição atual e a liberdade das partes envolvidas, mas é um bom ponto de partida. Em uma posição aberta, bispos serão mais valiosos do que cavalos (um par de bispos pode facilmente valer sete pontos ou mais em algumas situações), inversamente, na posição fechada, bispos serão menos valiosos do que cavalos. Além disso, muitas peças possuem um parceiro. Quando usadas em conjunto, dois cavalos, duas torres, torre e Dama ou bispo e Dama, as peças podem ficar mais fortes do que a soma das partes isoladamente. Quando estas peças perdem seu parceiro, seus valores ligeiramente decrescem. O rei não tem preço, a sua perda provoca a perda do jogo. No entanto, especialmente no final, o rei também pode tomar parte na luta contra o adversário, e por vezes é dado um valor quatro para ele.

### Espaço
Com todas as partes em igualdade, o lado que controla mais espaço sobre o tabuleiro tem uma vantagem. Mais espaço significa mais opções, que podem ser exploradas tática e estrategicamente. Se todas as peças estão desenvolvidas e não há truques táticos ou algum promissor plano de longo prazo evidente, pode-se tentar encontrar um movimento que irá ampliar a sua influência, especialmente no centro. No entanto, em algumas aberturas, um jogador vai aceitar menos espaço temporariamente para criar um contra-ataque no meio do jogo. Este é um dos conceitos por trás da Escola Hipermoderna.
A maneira mais fácil de ganhar espaço é empurrar a estrutura de peões para frente. No entanto, é preciso ter cuidado para não avançar demais. Se o adversário tiver êxito em obter uma peça protegida atrás das linhas inimigas, esta peça pode se tornar um grave problema de forma a custar uma peça de valor mais elevado.

### Defendendo peças
É importante defender suas peças, mesmo aquelas que não estão diretamente ameaçadas. Isto ajuda a refratar possíveis campanhas futuras do adversário. Se um defensor for acrescentado mais tarde, isso pode custar um tempo, ou mesmo ser impossível devido a um ataque descoberto, por exemplo. A abordagem de sempre defender as peças tem um antecedente na teoria de Aron Nimzowitsch, que refere-se a ela como "superproteção". Do mesmo modo, se o adversário não defende suas peças, deve-se tomar imediatamente uma vantagem dessas peças como uma fraqueza.
Mesmo defender uma peça pode ser vulnerável. Se a peça defensora também defende outra peça, ela é denominada peça "sobrecarregada", e pode não ser capaz de cumprir sua tarefa. Quando houver mais de uma peça atacante, o número de defensores também deve ser aumentado, e seus valores tomados em consideração. Exceto pela defesa das peças, é também frequentemente necessário defender principalmente os cantos, as colunas abertas e os corredores. Estas situações podem facilmente ocorrer se a estrutura do peão é fraca.

### A troca de peças
Trocar as peças significa capturar uma peça adversária e, em seguida, permitir que uma peça do mesmo valor seja capturada. Como regra geral, a troca de peças facilita a tarefa do defensor, que normalmente tem menos espaço para operar.
A troca de peças é geralmente desejável para um jogador com uma vantagem material existente, uma vez que ela leva a um fim de jogo mais rápido, assim, deixa o adversário com menos tempo para recuperar terreno. No final do jogo, um único peão de vantagem pode decidir o jogo.
Quando jogam contra jogadores mais fortes, muitos novatos tentam constantemente trocar peças "para simplificar a questão". No entanto, jogadores mais fortes geralmente se sobressaem em finais de jogo, enquanto que os erros são mais comuns durante as complicações do meio-jogo.

### Peças específicas

#### Peão
No fim do jogo, são fortes os peões passados, que não podem ser ameaçados por um peão inimigo até a promoção, especialmente se estão avançados ou protegidos por um outro peão. O peão passado na sexta linha é quase tão forte como um cavalo ou bispo e, muitas vezes decide o jogo. Ao promovê-lo, mesmo que haja uma dama, pode-se substituir por mais uma, assim ficando o jogador com duas damas.

#### Bispo
O Bispo movimenta-se em diagonal, não podendo pular peças intervenientes, e captura tomando o lugar ocupado pela peça adversária. Devido às características de seu movimento tem a deficiência da fraqueza da cor onde seu movimento fica limitado à cor da casa de onde inicia a partida. O bispo geralmente tem uma força relativa maior na fase final da partida uma vez que restam poucas peças sobre o tabuleiro e mais diagonais ficam disponíveis para eles se movimentarem, podendo ir de um canto ao outro do tabuleiro num só movimento. 
Um rei e e o bispo contra um rei, um rei e qualquer número de bispos monocromáticos contra um rei é um empate.

#### Cavalos
Cavalos podem ser facilmente afugentados com movimentos do peão, e é muitas vezes vantajoso colocar os cavalos em "buracos" na posição do inimigo (um "posto avançado"), locais onde ele não pode ser atacado por um peão. Um cavalo na quinta linha é um forte trunfo, e um na sexta pode exercer tanto poder como uma torre. Um cavalo na borda ou canto do tabuleiro controla menos casas do que um no centro do tabuleiro.
Um rei e um cavalo não são material suficiente para dar mate em um rei sozinho adversário.

#### Torres
Torres têm mais alcance de movimento em uma coluna semi-aberta (aquelas que não contêm um dos peões próprios). Uma torre na sétima linha pode ser muito poderosa, pois ataca peões que só podem ser defendidos por outras peças, e porque podem restringir o rei inimigo de voltar ao seu posto. Um par de torres na sétima linha é frequentemente um sinal de posição ganha.
Em jogo com um peão passado, a regra de Tarrasch afirma que as torres, aliadas ou adversárias do peão passado, são normalmente mais fortes atrás do peão e não em sua frente.
Um rei e uma torre são material suficiente para dar um mate a um rei sozinho, por isso a distinção da torre como uma peça mais valiosa do que o cavalo e o bispo.

#### Dama
Damas são as peças mais poderosas. Elas têm uma grande mobilidade e podem fazer várias ameaças ao mesmo tempo. Por estas razões, ataques xeque-mate envolvendo a dama são mais fáceis de atingir do que aqueles sem. Em geral, é sensato esperar para desenvolver a dama após os cavalos e os bispos terem sido desenvolvidos para impedir a dama de ser atacada por pequenas peças e perder tempo. 

#### Rei
Durante o meio do jogo, o rei é muitas vezes melhor protegido em um canto atrás de seus peões. Se as torres e a dama deixarem a primeira linha, no entanto, uma torre inimiga pode dar xeque-mate ao rei invadindo o corredor. Movendo um dos peões na frente do rei (fazendo um "luft") pode permitir que uma fuga pelo canto, embora enfraqueça a posição do rei.
O rei pode tornar-se uma forte peça no final do jogo. Com o material reduzido, uma mate rápido não é uma preocupação mais imediata, e mover o rei para o centro do tabuleiro dá-lhe mais oportunidades para fazer ameaças e influenciar ativamente o jogo.

## Estratégias para a abertura
- Desenvolva rapidamente todas as peças
- Não mova a mesma peça duas vezes
- "Conecte" suas torres
- Roque
- Controle o centro de tabuleiro (essa estratégia é para o início ao fim do jogo)

## Estratégias para o meio-jogo
No xadrez, "troca" é quando se captura uma peça e a peça que o fez é capturada logo em seguida ou quando a situação permitir isso. Porém, aqui nós iremos considerar a "troca" da mesma forma, só que tanto a peça que captura quanto a que é capturada, têm o mesmo valor de pontos. Leve em consideração essa informação.
- É vantajoso fazer uma troca com a peça adversária que está dominando exageradamente seu espaço
- É vantajoso fazer trocas quando você está com vantagem material
- É vantajoso fazer trocas quando você está com desvantagem espacial
- É vantajoso fazer uma troca com a peça adversária que está bem posicionada
- Deixe suas torres em colunas abertas
- Não exponha sua dama cedo demais
- Quanto menos ilhas de peões, melhor
- cavalos são melhores em jogos fechados e bispos, em jogos abertos

## Estratégias para o final
- Promova seus peões
- Proteja seus peões passados
- Mantenha seu rei ativo
- Coloque seu oponente em zugzwang